# 허성재
허성재(1987년 9월 12일 ~ )는 대한민국의 성우로,  2015년에 한국방송 성우극회 공채 40기로 입사했다.

## 출연작

### 애니메이션
- 몬스터 탑(KBS) - 하온, 파이어 티라노
- 숲 속 친구 스토니즈(KBS) - 왕매미
- 코드네임 X(KBS) - 불독 국장
- 고고 다이노(EBS) - 헬리
- 댕댕 어드벤처 - 악당

### 극장판 애니메이션
- 더 프린세스: 도둑맞은 공주 - 필라프
- 슈퍼펫 - 펙
- 오즈의 마법사: 요술구두와 말하는 책 - 팀
- 극장판 헬로 카봇: 수상한 마술단의 비밀 - 킹도저

### 외화
- 경감 메그레 시즌 2(KBS) - 이자크(벤 카플란) / 베르티넷(스티븐 와이트)
- 나치 영국 지부 SS-GB(KBS) - 지미 던(아뉴린 바너드)
- 디셉션(KBS) - 조셉(스티븐 라이히,2화) / 프레이트(세바스찬 사콘,5화)

### 라디오 드라마

#### KBS
소설극장 (KBS 3라디오)
- 2015.01.17 ~ 2015.05.07 미겔 데 세르반테스 作 <돈 끼호테>
- 2015.05.08 ~ 2015.06.28 박민규 作 <죽은 왕녀를 위한 파반느>
- 2015.06.29 ~ 2015.08.15 프레드릭 배크만 作 <오베라는 남자> (아드리안)
- 2015.10.03 ~ 2015.11.26 이광수 作 <무정>
- 2015.11.27 ~ 2016.01.08 양귀자 作 <원미동 사람들> 中 원미동 시인 / 지하 생활자 (몽달 / 그)
- 2016.04.01 ~ 2016.05.19 김언수 作 <설계자들> (털보)
- 2016.05.20 ~ 2016.06.27 강태식 作 <굿바이 동물원>

KBS 무대 (KBS 라디오)
- 2015.02.21 <통화> (남1)
- 2015.03.07 <행복을 지켜드립니다> (건달2)
- 2015.04.18 <어느 쨍한 날> (기자2)
- 2015.05.02 <장군멍군> (기사)
- 2015.05.09 <아버지의 이름으로> (피씨방 학생)
- 2015.06.20 <동갈 할미꽃> (왜경2)
- 2015.08.15 <기적소리> (일본군2)
- 2015.09.05 <알 찾는 뻐꾸기> (종업원)
- 2015.09.19 <사랑을 연결합니다> (윤식)
- 2015.10.02 <연극이 끝난 후> (경비)
- 2015.10.17 <맞아야 사는 남자, 때려야 사는 남자> (채무자)
- 2015.11.07 <파가니니를 위하여> (버스기사)
- 2015.11.28 <그녀, 웃다> (의사)
- 2015.12.05 <울 아빠는 아이돌> (팬1)
- 2016.01.02 <둥근 달이 떴습니다> (형사1)
- 2016.01.16 <황혼연가> (노인1)
- 2016.02.06 <금쪽같은 웬수> (민호)
- 2016.02.13 <이리온, 리우> (이대리)
- 2016.02.27 <컨츄리 라디오> (경비)
- 2016.03.12 <곡예사의 첫사랑> (이장)
- 2016.04.02 <엘리트 학원 구하기> (남학생2)
- 2016.04.09 <반장투표> (나광수)
- 2016.04.30 <아르바론 몬살리나> (알바男)
- 2016.05.07 <위대한 이혼식> (친구1)
- 2016.05.28 <폭식을 멈추는 0번째 방법> (감독)
- 2016.06.04 <나는 꿈꾸었다> (직원2)

라디오 극장 (KBS 라디오)
- 2015.02.01 ~ 2015.02.28 조정래 作 <인간연습>
- 2015.03.01 ~ 2015.03.31 박지리 作 <양춘단 대학 탐방기>
- 2015.04.01 ~ 2015.04.30 정유정 作 <7년의 밤>
- 2015.05.01 ~ 2015.05.31 박민규 作 <삼미 슈퍼스타즈의 마지막 팬클럽>
- 2015.06.01 ~ 2015.06.30 이창훈 作 <퇴계 이황이 된 고교 일진 라이언>
- 2015.09.01 ~ 2015.09.30 박하익 作 <선암여고 탐정단>
- 2015.10.01 ~ 2015.10.31 박수정 作 <프로젝트 S>
- 2015.11.01 ~ 2015.11.30 정동재 作 <전우치 나는 술사(術士) 전우치로다>
- 2015.12.01 ~ 2015.12.31 서진 作 <하트 브레이크 호텔> (402호)
- 2016.01.01 ~ 2016.01.31 김휘 作 <해마도시>
- 2016.02.01 ~ 2016.02.29 도진기 作 <가족의 탄생> (변경우)
- 2016.04.01 ~ 2016.04.30 정아은 作 <모던 하트> (양대리)
- 2016.05.01 ~ 2016.05.31 정유정 作 <내 심장을 쏴라> (강호성/ 경보선수)
- 2016.06.01 ~ 2016.06.30 홍부용 作 <아빠를 빌려드립니다> (구급대)

라디오 문학관 (KBS 라디오)
- 2015.02.15 이만교 作 <표정 관리 주식회사> (친구2)
- 2015.03.08 김희선 作 <라면의 황제> (경제전문가)
- 2015.03.15 이장욱 作 <크리스마스 캐럴> (신입2)
- 2015.03.22 해이수 作 <리키의 화원> (댓글4)
- 2015.03.29 천정완 作 <동탯국> (택배)
- 2015.04.19 최은미 作 <근린> (경찰)
- 2015.05.03 이평재 作 <악어패밀리> (4)
- 2015.05.10 최지애 作 <달콤한 픽션> (남동생)
- 2015.05.17 나경화 作 <쿙 쿙> (친구1/ 주인)
- 2015.06.07 정이현 作 <영영, 여름> (남 수행원)
- 2015.06.28 성석제 作 <블랙박스> (경찰관2)
- 2015.07.12 윤이형 作 <러브 레플리카> (직원)
- 2015.07.19 김성종 作 <1973년 여름, 베를린의 안개> (프론트맨)
- 2015.08.02 이윤돌 作 <장마가 지는 계절> (보안요원)
- 2015.08.16 장우석 作 <파트너> (친구)
- 2015.08.23 양수련 作 <호텔마마> (정비사)
- 2015.08.30 김범석 作 <저주받은 흉가의 탄생, 혹은 종말> (남대학생/ 경찰)
- 2015.09.06 조해진 作 <사물과의 작별> (젊은 男)
- 2015.09.13 정소현 作 <어제의 일들> (경찰)
- 2015.09.20 김중혁 作 <가짜 팔로 하는 포옹> (운전기사)
- 2015.09.27 <장화홍련전> (차남/ 부사)
- 2015.10.04 이기호 作 <권순찬과 착한 사람들> (관리소장)
- 2015.10.18 김금희 作 <조중균의 세계> (점원)
- 2015.10.25 최정화 作 <지극히 내성적인 살인의 경우> (독자2)
- 2015.11.01 윤성희 作 <가볍게 하는 말> (영민오빠/ 종업원)
- 2015.11.08 김나정 作 <어쩌다> (사내)
- 2015.11.15 해이수 作 <뒷모습에 아프다> (마이병)
- 2015.11.22 천명관 作 <동백꽃> (사내)
- 2015.12.13 장강명 作 <알바생 자르기> (남직원)
- 2015.12.27 최정화 作 <홍로> (영식)
- 2016.01.03 전성태 作 <영접> (방위)
- 2016.01.10 권여선 作 <이모> (중년)
- 2016.01.17 이청해 作 <어디까지 왔나> (강사)
- 2016.01.31 최정나 作 <전에도 봐놓고 그래> (남자)
- 2016.02.07 이수경 作 <자연사 박물관> (경찰1)
- 2016.02.14 황승욱 作 <세탁실> (은수)
- 2016.02.21 김현경 作 <핀 캐리> (직원2)
- 2016.04.24 천명관 作 <퇴근> (약장수)
- 2016.05.01 전성태 作 <영접> (방위)
- 2016.05.29 조용준 作 <선릉 산책> (청소년3)
- 2016.06.05 김경욱 作 <천국의 문> (운전수)
- 2016.06.12 이갑수 作 <T.O.P> (마교수장/ 고물상)
- 2016.06.26 윤고은 作 <된장이 된> (성우1)

다큐멘터리 역사를 찾아서 (KBS 라디오)
- 2015.02.22 ~ (방송중)

와이파이 초한지 (KBS 라디오)
- 2016.05.09 1화 (회장)
- 2016.05.12 4화 (대신)
- 2016.05.16 6화 (신하)
- 2016.05.17 7화 (남자)
- 2016.05.20 10화 (대신2)
- 2016.05.25 13화 (하인)
- 2016.05.31 17화 (서복)
- 2016.06.01 18화 (서복)
- 2016.06.03 20화 (소하)
- 2016.06.06 21화 (소하)
- 2016.06.13 26화 (관리)
- 2016.06.14 27화 (소하)
- 2016.06.15 28화 (소하)
- 2016.06.20 31화 (소하)
- 2016.06.21 32화 (소하)
- 2016.06.22 33화 (소하)
- 2016.06.23 34화 (소하)
- 2016.06.24 35화 (소하/ 서복)

기타 (KBS 라디오)
- 2015.10.08 KBS 라디오 특별기획 <부엉이 아저씨, 음악가 이야기 좀 들려주세요!> 네번째 이야기. 베토벤